# Ioan Elecheș
Ioan Elecheș  (n. 15 mai 1862, Răzoare, România – d. 1927) a participat ca delegat de drept al Cercului electoral Sebeșul Săsesc la Marea Adunare Națională de la Alba Iulia.

## Biografie
S-a născut la 15 mai 1862 în satul Răzoare, din părinții Andrei și Irina, agricultori în a căror familie au crescut cei 4 copii. Școala primară a urmat-o în comuna natală, liceul la Alba Iulia. După absolvirea Facultății de Medicină din Cluj a făcut studii de specializare la Graz. În jurul anului 1900 s-a întors definitv în Transilvania și s-a stabilit la Sebeș, unde a fost epitropul Bisericii Greco-Catolice „Bob”. În noaptea de 14 spre 15 august 1916, după intrarea României în război, a fost deportat la Sopron în vestul Ungariei, împreună cu protopopul unit Ioan Simu și cu protopopul ortodox Sergiu Medean, unde au stat câteva luni. În ziua de 1 decembrie 1918 a participat ca delegat din partea Cercului electoral Sebeș la declararea Unirii de la Alba Iulia.